# Liebe geht durch den Magen
Liebe geht durch den Magen (Originaltitel Feast) ist ein US-amerikanischer animierter Kurzfilm aus dem Jahr 2014.

## Handlung
James findet den kleinen Boston Terrier Winston auf der Straße, lockt ihn mit Futter zu sich und nimmt ihn bei sich auf. Zwischen dem Mann und dem Hund entsteht eine tiefe Freundschaft, die sich auch aus den gemeinsamen Essgewohnheiten speist. Bald frisst Winston kein Hundefutter mehr, sondern Spiegeleier, Pizza und Popcorn. Dies ändert sich, als sein Herrchen eine neue Freundin kennenlernt. Plötzlich wird der Hund vom Tisch auf den Boden befördert und bekommt sogar Gemüse vorgesetzt. Winston verweigert sich. Er ist glücklich, als James wieder zu alten Essgewohnheiten zurückkehrt, erkennt jedoch, dass sein Herrchen traurig ist. Winston reißt aus und führt so James wieder mit seiner Freundin zusammen. Die beiden heiraten. Eine Weile später findet der Hund auf dem Fußboden Fleischklößchen und Nudeln vor. Das Paar hat ein Kind, das aufgrund seiner ungeschickten Essgewohnheiten nun zu Winstons bestem Freund wird.

## Produktion
Regisseur Patrick Osborne arbeitete gerade am Langanimationsfilm Baymax – Riesiges Robowabohu als Animator, als er die Idee für Liebe geht durch den Magen entwickelte. Er testete bereits 2012 die Möglichkeit, eine Beziehung auf Basis von Mahlzeiten zu schildern, mit der App 1secondeveryday, die aus Ein-Sekunden-Aufnahmen einen sechsminütigen Film zusammenstellt. Osborne nahm mit der App Mahlzeiten auf und erkannte am Ergebnis, dass seine Idee in einem Film funktionieren könnte. Der Kurzfilm entstand im Rahmen eines neuen Kurzfilmprogramms bei Disney, das Angestellten des Studios die Möglichkeit gibt, eigene Kurzfilmideen einzureichen und zu realisieren. Die Idee wurde John Lasseter vorgestellt, der eine Realisierung des Films im Oktober 2013 befürwortete. Es war der erste Film, der im Rahmen des neuen Programms umgesetzt wurde.
Liebe geht durch den Magen wurde Osbornes erste Regie- und Drehbucharbeit. Der Film wurde mit Meander computeranimiert, das zuvor bereits bei Im Flug erobert genutzt worden war und das Osborne mitentwickelt hatte. Winstons Fell wurde mit der Software XGen animiert. Die Produktion des Films nahm ein Jahr in Anspruch. Der Film selbst umspannt eine Dauer von 12 Jahren und wird aus der Sicht des Hundes erzählt. Im Film gibt es keine Dialoge.
Liebe geht durch den Magen wurde am 10. Juni 2014 auf dem Festival d’Animation Annecy uraufgeführt und vom Publikum enthusiastisch aufgenommen. Ab November 2014 war er als Vorfilm zu Baymax – Riesiges Robowabohu in den US-amerikanischen Kinos zu sehen.

## Auszeichnungen
Der Film gewann 2014 den Publikumspreis des Hamptons International Film Festivals in der Kategorie Bester Kurzfilm. Er wurde 2015 mit einem Oscar in der Kategorie Bester animierter Kurzfilm ausgezeichnet und gewann im selben Jahr einen Annie Award, ebenfalls in der Kategorie Bester animierter Kurzfilm.